# Robert Dinesen
Robert Dinesen (23 de octubre de 1874 – 8 de marzo de 1972) fue un director, actor y guionista cinematográfico danés, activo en la época del cine mudo.

## Biografía
Nacido en Copenhague, Dinamarca, su nombre completo era Robert Theodor Louis Camillo Dinesen, y era hijo de Edvard Dinesen y Eline Jensen. Robert Dinesen estudió canto bajo la dirección de Vilhelm Herold, e interpretación bajo la de Nicolai Neiiendam. Debutó en el Dagmarteatret en 1894, actuando hasta 1913 en diferentes teatros de Copenhague. Así, actuó en el Dagmarteatret entre 1894 y 1905, en el Det ny Teater en 1908/1909, otra vez en el Dagmarteatret en 1909/1910, en el Teatro Casino en 1911/1912, y de nuevo en el Det ny Teater en 1912/1913.
En 1910 debutó como actor cinematográfico en la espectacular e innovadora película "Afgrunden", cinta en la cual también debutaban Asta Nielsen y Poul Reumert. Al año siguiente pasó a Nordisk Film, donde en 1912 empezó a dirigir, realizando unas 70 cintas para Nordisk Film entre 1912 yl 1917. En 1918 fue a trabajar con Palladium, empresa sueca subsidiaria de AB Skandinavisk Filmcentral para la cual rodó dos cintas: Jefthas dotter (1919) y Ödets redskap (1922) – esta última se estrenó varios años más tarde a causa de su mala calidad.
En 1920 fue a Alemania gracias al productor y director Joe May. Trabajó en Berlín para May-Film (cuatro películas), Projektions-AG Union (PAGU), Phoebus-Film AG, Fery-Film GmbH, Maxim-Film Gesellschaft Ebner & Co. y Universum Film AG (UFA), colaborando en unas 15 cintas, con las cuales consiguió gran éxito. Más adelante hizo también un pequeño trabajo cinematográfico en Francia, pero cuando quiso volver a Berlín, los Nazis habían alcanzado el poder, y Dinesen no se dejó engañar por el ministro de propaganda Joseph Goebbels. 
Una vez retirado de su trabajo como director, Dinesen se centró en la pintura.
Robert Dinesen falleció en Berlín, Alemania, donde vivía, en 1972. Había estado casado con las actrices danesas Marie Dinesen (1877 – 1935) y Johanne Dinesen (nacida en 1882), y con la actriz alemana Margarete Schön (1895 – 1985). Fue el padre del escritor Kirsten Thomsen (nacido el 11 de julio de 1900).

## Filmografía

### Actor
- 1910 : Afgrunden, de Urban Gad
- 1911 : De fire Djævle, de Alfred Lind
- 1911 : En Bryllupsaften, de Einar Zangenberg
- 1911 : Den farlige Leg
- 1911 : Ungdommens Ret, de August Blom
- 1912 : Det farlige Spil, de Eduard Schnedler-Sørensen
- 1912 : Guvernørens Datter, de August Blom
- 1912 : Brilliantstjernen, de August Blom
- 1912 : Hans første Honorar, de August Blom
- 1912 : Hjærternes Kamp, de August Blom
- 1912 : Montmartrepigen
- 1912 : Den Stærkeste, de Eduard Schnedler-Sørensen
- 1912 : Den kære Afdøde, de Eduard Schnedler-Sørensen
- 1912 : Den sorte Kansler, de August Blom
- 1912 : Vampyrdanserinden, de August Blom
- 1912 : Dødens Brud, de August Blom
- 1913 : Paa Vildspor
- 1913 : Flugten gennem Luften, de August Blom
- 1913 : Den tredie Magt, de August Blom
- 1913 : Dyrekøbt Venskab, de August Blom
- 1913 : Hans vanskeligste Rolle, de August Blom
- 1920 : En Skuespillers Kærlighed, de Martinius Nielsen

### Director
- 1912 : Springdykkeren
- 1912 : To Rivaler
- 1912 : Lynstraalen
- 1912 : Den glade Løjtnant
- 1912 : Atlantis
- 1913 : Den store Operation
- 1913 : Strejken paa den gamle Fabrik
- 1913 : Dramaet i den gamle Mølle
- 1913 : Døvstummelegatet
- 1913 : Scenen og Livet
- 1913 : Under Blinkfyrets Straaler
- 1913 : Broder mod Broder
- 1914 : Moderen
- 1914 : Amors Krogveje
- 1914 : Hammerslaget
- 1914 : Helvedesmaskinen
- 1914 : Inderpigen
- 1914 : Tøffelhelten
- 1914 : Den skønne Ubekendte
- 1914 : Millionær for en Dag
- 1914 : Arbejdet adler
- 1914 : Et Kærlighedsoffer
- 1915 : Mit Fædreland, min Kærlighed
- 1915 : En Død i Skønhed
- 1915 : En Skæbne
- 1915 : Zigøjnerblod
- 1915 : I Farens Stund
- 1915 : Naar Hævngløden slukkes
- 1915 : Doktor X
- 1916 : Midnatssolen
- 1916 : Malkepigekomtessen
- 1916 : Det gaadefulde Væsen
- 1916 : Lyset og Livet
- 1916 : Mumiens Halsbaand
- 1916 : Letsindighedens Løn
- 1916 : For sin Dreng
- 1917 : Maharadjahens Yndlingshustru I
- 1917 : Hotel Paradis
- 1917 : Hjertekrigen paa Ravnsholt
- 1917 : Favoriten
- 1918 : Sfinxens Hemmelighed
- 1918 : Mands Vilje
- 1918 : En Fare for Samfundet
- 1918 : For Barnets Skyld
- 1918 : I Opiumets Magt
- 1918 : Gar el Hama V
- 1918 : Hendes Hjertes Ridder
- 1918 : Hjerteknuseren
- 1918 : Luksuschaufføren
- 1919 : Hvorledes jeg kom til Filmen
- 1919 : Jefthas dotter
- 1922 : Ödets redskap
- 1922 : Tabea, stehe auf!
- 1923 : Tatjana
- 1924 : Thamar das Kind der Berge
- 1924 : Malva
- 1924 : Claire
- 1925 : Wenn die Liebe nicht wär'!
- 1925 : Im Namen des Kaisers
- 1925 : Die Feuertänzerin
- 1928 : Ariane im Hoppegarten
- 1928 : Die Hölle der Jungfrauen
- 1929 : Der Weg durch die Nacht

### Director y actor
- 1913 : Manden med Kappen (s
- 1913 : Den kvindelige Dæmon
- 1913 : Hjælpen
- 1913 : Djævelens Datter
- 1914 : Gar el Hama III
- 1915 : Om Kap med Døden
- 1915 : Kvinden han freíste
- 1915 : For Lykke og Ære
- 1915 : Den sidste Nat
- 1916 : For hendes Skyld
- 1916 : Blandt Samfundets Fjender
- 1916 : Kornspekulantens Forbrydelse
- 1916 : Gar el Hama IV
- 1917 : Den ny Rocambole
- 1918 : De skraa Brædder
- 1918 : Kammerpigen
- 1919 : Gøglerbandens Adoptivdatter
- 1919 : Konkurrencen
- 1919 : Livets Omskiftelser

### Guionista
- 1925 : Die Feuertänzerin
- 1925 : Wenn die Liebe nicht wär'!
- 1924 : Malva
- 1923 : Tatjana
- 1915 : Om kap med døden